# Yoshinori Kimura
Yoshinori Kimura (木村善範 Kimura Yoshinori?) (15 de febrero de 1977-6 de octubre de 2010) fue un luchador profesional japonés, más conocido por su nombre artístico Gran Naniwa.

## Universal Wrestling Association (1993)
Kimura comenzó su carrera en la Universal Wrestling Association en 1993, debutando bajo el nombre de Gran Naniwa. Utilizando una máscara con forma de cangrejo, su gimmick incluía realizar movimientos propios de estos animales para obtener efectos cómicos. El mismo año, cuando The Great Sasuke dejó UWA para fundar Michinoku Pro Wrestling, Naniwa partió con él y con gran parte de los miembros de la promoción.

## Michinoku Pro Wrestling (1993-1996)
Nada más llegar a Michinoku Pro Wrestling, Naniwa se convirtió en uno de sus principales faces, aliado con Sasuke, y aunque no era un luchador especialmente eficaz, el carisma que le brindó su extravagante gimmick le hizo uno de los más populares de la empresa.

## En lucha
- Movimientos finales
  - Driver de Naniwa[1][2] (Sitout front powerslam)
  - Clutch de Naniwa[1][2] (Modified arm wrench inside cradle pin)
  - Spinning sitout gutwrench powerbomb[1][2]

- Movimientos de firma
  - Crab Walk Elbow[1] (Ropewalk elbow drop)[2]
  - Arm drag
  - Diving splash[2]
  - Double underhook backbreaker[2]
  - Double underhook DDT[2]
  - Dropkick
  - Hurricanrana,[2] a veces a un oponente elevado o desde una posición elevada
  - Sitout chokebomb[2]
  - Sitout front slam
  - Tornado DDT[1]

## Campeonatos y logros
- Michinoku Pro Wrestling
  - Central American Middleweight Championship (1 vez)

- Pro Wrestling Illustrated
  - Situado en el N°276 en los PWI 500 de 1997[3]
  - Situado en el N°198 en los PWI 500 de 1998[4]
  - Situado en el N°196 en los PWI 500 de 1999[5]
  - Situado en el N°173 en los PWI 500 de 2000[6]
  - Situado en el N°169 en los PWI 500 de 2001[7]
  - Situado en el N°196 en los PWI 500 de 2002[8]
  - Situado en el N°349 en los PWI 500 de 2003[9]